# Лаковић
Лаковић је словенско презиме које се може односити на следеће особе:
- Елвир Лаковић Лака (1969), босанскохерцеговачки рок кантаутор
- Јака Лакович (1978), словеначки кошаркаш и тренер
- Предраг Лаковић (1929–1997), српски глумац